# Pithauli
Pithauli (nep. पिठौली) – gaun wikas samiti w zachodniej części Nepalu w strefie Lumbini w dystrykcie Nawalparasi. Według nepalskiego spisu powszechnego z 2001 roku liczył on 1486 gospodarstw domowych i 7572 mieszkańców (3977 kobiet i 3595 mężczyzn).